# Erste Philippinische Republik

Die erste Flagge der Philippinen

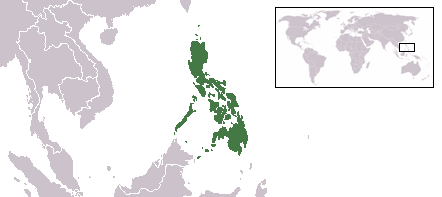
Die Philippinen

Die Erste Philippinische Republik (spanisch Primera República Filipina, Tagalog Unang Republika ng Pilipinas) war die erste unabhängige Republik der Philippinen nach der Unabhängigkeit von Spanien. Sie wurde am 23. Januar 1899 in Malolos konstituiert und wurde offiziell aufgelöst am 23. März 1901, mit der Gefangennahme des Präsidenten Emilio Aguinaldo in Palanan, Provinz Isabela, durch US-amerikanische Truppen während des Philippinisch-Amerikanischen Krieges.

## Vorgeschichte
Im August 1896 brach die Philippinische Revolution aus, ihr Höhepunkt stellte die Ausrufung der Republik von Biak-na-Bato dar. Nach deren Ende im Dezember 1897, in San Miguel, ging Aguinaldo mit mehreren Dutzend Revolutionären nach Hongkong ins Exil. Dort gründeten sie das Hongkong-Komitee, verabschiedeten das Manifest La Junta Patriotica, in dem sie die Forderung nach einem unabhängigen Staat aufstellten, und nahmen Kontakt zu Vertretern der Vereinigten Staaten auf. Die US-Diplomaten bekundeten mündlich, dass sie einen philippinischen Staat begrüßen und unterstützen würden. Am 1. Mai 1898 erreichte der Spanisch-Amerikanische Krieg die Philippinen. In der Schlacht in der Bucht von Manila schlug ein Geschwader der US-Navy das vor Anker liegende spanische Geschwader.

## Die provisorische Republik

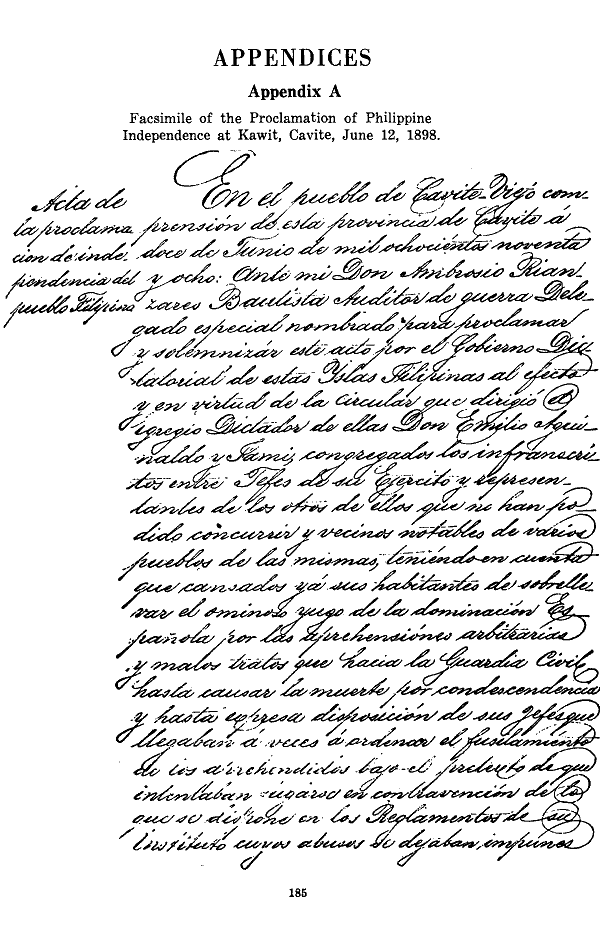
Unabhängigkeitserklärung der Philippinen

Aufgrund der Ereignisse kehrte Aguinaldo bereits am 19. Mai 1898 nach Manila zurück und erklärte sich am 24. Mai zum Diktator über die Philippinen – die finale Phase der Revolution brach an. Ihm schloss sich Ambrosio Rianzares Bautista an, der als Verfasser der philippinischen Unabhängigkeitserklärung gilt. Diese wurde am 12. Juni in Kawit unter der neuen Flagge der Philippinen feierlich verlesen und die erste Version der Marcha Filipina Magdalo wurde gespielt. Im Juni konnten die Revolutionäre die Provinzen Cavite, Bulacan, Laguna, Batangas und Pampanga unter ihre Kontrolle bringen und schlossen die Spanier in Manila ein. 
Eine wichtige Beratungsfunktion zu dieser Zeit nahm Apolinario Mabini ein. Am 18. Juni wurde ein Dekret verabschiedet, das die Reorganisation der Provinzen und Gemeinden vorsah. Es waren Wahlen vorgeschrieben, in denen die Bevölkerung die Gouverneure und Bürgermeister wählen sollten und die Einberufung eines Revolutionskongresses wurde beschlossen. Am 20. Juni wurde ein Gesetz beschlossen, das die Einrichtung von Gerichten und eine vorläufige revolutionäre Rechtsprechung verabschiedet. Am 23. Juni wurde die Schaffung des Außen-, Verteidigungs-, Innen- und des Finanzministeriums beschlossen, gleichzeitig wurde die Diktatur abgeschafft und Emilio Aguinaldo wurde zum Präsidenten der provisorischen Republik erklärt. Am 1. August 1898 versammelten sich zum ersten Mal die gewählten Bürgermeister und Gouverneure in Bacoor.

## Der Revolutionskongress

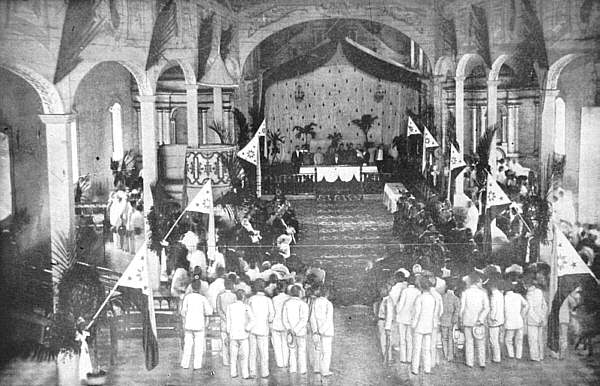
Revolutionskongress

Am 15. September wurde der Revolutionskongress in der Barasoain-Kirche in Malolos eröffnet. Zum Präsidenten wurde Pedro Paterno gewählt. Zum Vizepräsidenten wurde Benito Legarda, erster Sekretär Gregorio Araneta und Pablo Ocampo zum zweiten Sekretär gewählt. Am 29. September wurde die Unabhängigkeitserklärung ratifiziert, sie bildete den Rahmen für die spätere Malolos-Verfassung. Diese wurde von Felipe G. Calderon ausgearbeitet und am 21. Januar 1899 unter dem Namen Constitución política de Malolos in spanischer Sprache vom Revolutionskongress angenommen und ratifiziert. Es war die erste republikanische Verfassung in ganz Asien.

## Erste Republik
Am 23. Januar wurde die erste philippinische Republik offiziell ausgerufen, zu deren ersten Präsident Emilio Aguinaldo und Apolinario Mabini zum ersten Premierminister gewählt wurde. Erster Regierungssitz wurde Malolos, da Manila unter der Besatzung der US-Amerikaner stand. Die Gründung der Republik stand jedoch unter keinem guten Stern. Zuvor hatte der US-Präsident William McKinley am 21. Dezember 1898 die Wohlwollende Annexion der Philippinen erklärt und setzte am 20. Januar die Schurman-Kommission ein. Zwei Wochen nach der Gründung brach am 4. Februar 1899 der Philippinisch-Amerikanische Krieg aus. Am 6. Februar ratifizierten die USA den Pariser Frieden und erklärten die Philippinen offiziell zur Kolonie.
Bereits am 31. März konnten US-Truppen Malolos einnehmen. Die erste Regierung flüchtete daraufhin nach Calumpit, das jedoch am 26. April eingenommen wurde. Daraufhin verlegte man den Sitz der Regierung nach Cabanatuan. Bereits am 9. Mai wurde Mabini von Pedro Peterno als Ministerpräsident ersetzt, da der behinderte Mabini den Strapazen nicht mehr gewachsen war. Der Kongress residierte vom 13. Mai an in der Nachbargemeinde San Isidro. Die Amerikaner schlossen jedoch schnell auf, so dass der Sitz von Regierung und Kongress nach Tarlac und später nach Bayambang, Provinz Pangasinan verlegt werden musste, wo die letzte Regierungssitzung am 13. November stattfand. Aguinaldo erklärte in ihr den Übergang zum Guerilla-Krieg und alle Regierungsmitglieder gingen in den Untergrund. Mabini wurde im Dezember 1899, Paterno im April 1900 und der Präsident Aguinaldo am 2. Januar 1901 in Palanan gefangen genommen. Aguinaldo erklärte am 23. März 1901 in amerikanischer Gefangenschaft die Erste Philippinische Republik für offiziell aufgelöst.